# Daniel Lanois
Daniel Roland Lanois (ur. 19 września 1951 w Hull) – kanadyjski muzyk i producent muzyczny.
Lanois rzadko nagrywa projekty sygnowane własnym nazwiskiem, zajmując się na co dzień pracą przy albumach U2, współpracuje z grupą od 1984. Był współproducentem albumów: The Unforgettable Fire, The Joshua Tree, Achtung Baby, All That You Can’t Leave Behind, How to Dismantle an Atomic Bomb i No Line on the Horizon. Udzielał się również wokalnie i instrumentalnie na tych albumach. Współpracował również przy tworzeniu ścieżki dźwiękowej filmu Million Dollar Hotel (2000). Pracował również dla takich postaci jak Bob Dylan, Brian Eno, Peter Gabriel, Robbie Robertson.
12 września 2009 na Międzynarodowym Festiwalu Producentów Muzycznych Soundedit '09 odebrał nagrodę „Człowiek ze Złotym Uchem”. Po gali miała miejsce projekcja jego filmu, Here Is What Is, oraz pierwszy w Polsce koncert artysty (wraz z zespołem w składzie: Trixie Whitley, Jim Wilson, Brian Blade).

## Dyskografia
- Acadie (1989)
- For the Beauty of Wynona (1993)
- Sweet Angel Mine (1996)
- Lost in Mississippi (1996)
- Sling Blade (1996)
- Shine (2003)
- Rockets (2004)
- Belladonna (2005)
- Here Is What Is (2007)
- Venetian Snares x Daniel Lanois (2017) (wspólnie z Aaronem Funkiem)

## Produkcje muzyczne
- This is the Ice Age – Martha and the Muffins (1981)
- Dance After Curfew – Nash the Slash (1982)
- Danseparc – Martha and the Muffins (1982)
- Ambient 4/On Land – Brian Eno (1982)
- Parachute Club – Parachute Club (1983)
- Apollo: Atmospheres and Soundtracks – Brian Eno (1983)
- The Pearl – Harold Budd i Brian Eno (1984)
- Mystery Walk – M + M (1984)
- The Unforgettable Fire – U2 (1984)
- Secrets and Sins – Luba (1984)
- Thursday Afternoon – Brian Eno (1985)
- Hybrid – Michael Brook (1985)
- Birdy – Peter Gabriel (1985)
- Voices – Roger Eno (1985)
- So – Peter Gabriel (1986)
- The Joshua Tree – U2 (1987)
- Robbie Robertson – Robbie Robertson (1987)
- Acadie – Daniel Lanois (1989)
- Oh Mercy – Bob Dylan (1989)
- Yellow Moon – Neville Brothers (1989)
- Achtung Baby – U2 (1991)
- Flash of the Spirit – Jon Hassell i Farafina (1992)
- Us – Peter Gabriel (1992)
- The Last of the Mohicans – soundtrack (1992)
- For the Beauty of Wynona – Daniel Lanois (1993)
- Ron Sexsmith – Ron Sexsmith (1994)
- Wrecking Ball – Emmylou Harris (1995)
- Night to Night – Geoffrey Oryema (1996)
- Fever In Fever Out – Luscious Jackson (1996)
- Time Out of Mind – Bob Dylan (1997)
- Brian Blade Fellowship – Brian Blade (1998)
- 12 Bar Blues – Scott Weiland (1998)
- Teatro – Willie Nelson (1998)
- Power Spot – Jon Hassell (2000)
- The Million Dollar Hotel – soundtrack (2000)
- All That You Can’t Leave Behind – U2 (2000)
- How to Dismantle an Atomic Bomb – U2 (2004) (utwór „Love and Peace or Else”)
- Dusk & Summer – Dashboard Confessional (2006) (również produkowany przez Dona Gilmore’a)
- No Line on the Horizon – U2 (2009)
- Le Noise – Neil Young (2010)
- Red Dead Redemption II soundtrack (2019)